# Kreuzstein bei Peuerling

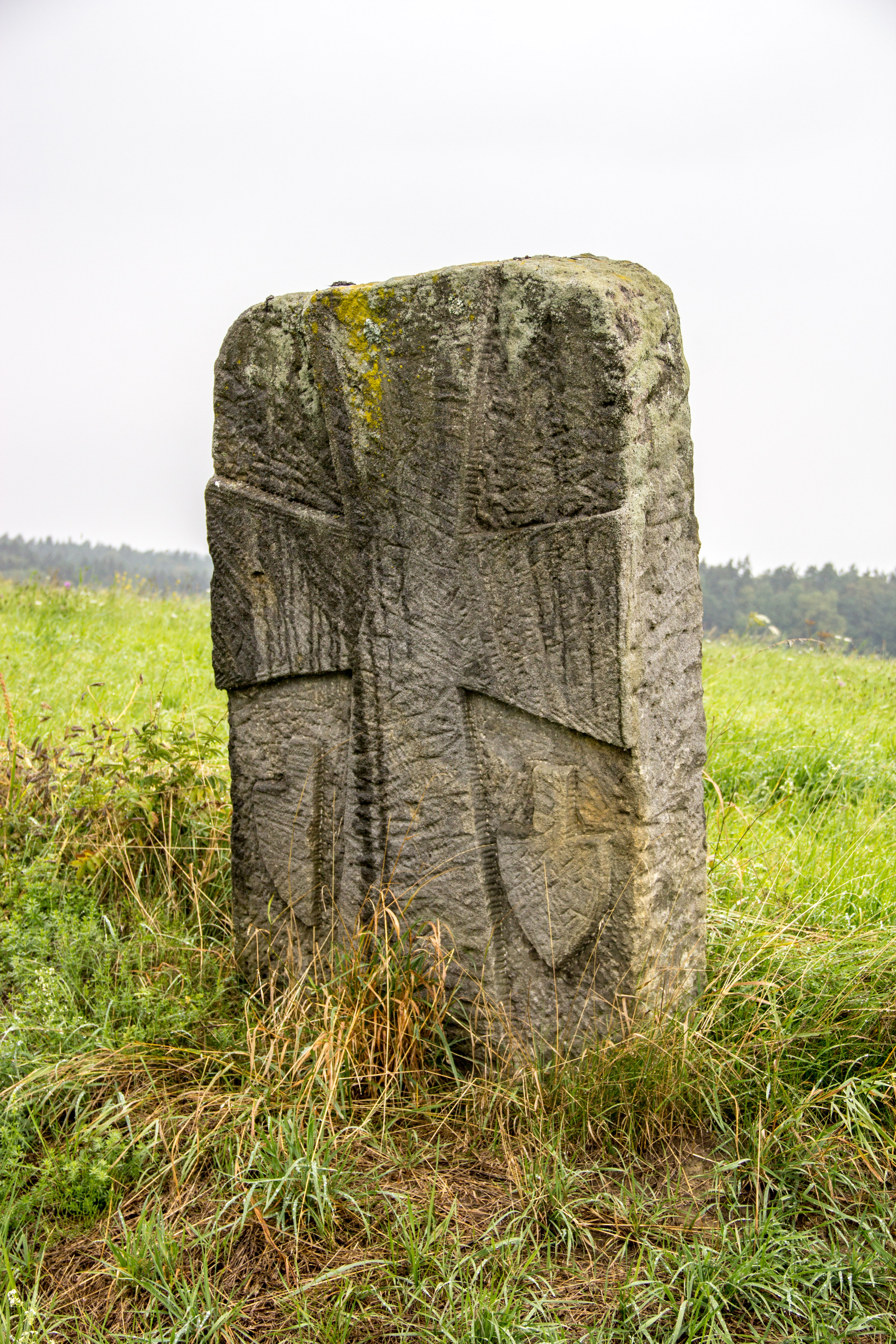
Kreuzstein bei Peuerling

Der Kreuzstein bei Peuerling ist ein neuzeitliches Replikat eines historischen Kreuzsteines bei Peuerling, einem Gemeindeteil von Engelthal im mittelfränkischen Landkreis Nürnberger Land in Bayern.

## Lage
Der Kreuzstein befindet sich etwa 350 Meter östlich von Peuerling und steht gut sichtbar nördlich der Kreisstraße LAU 7.

## Beschreibung

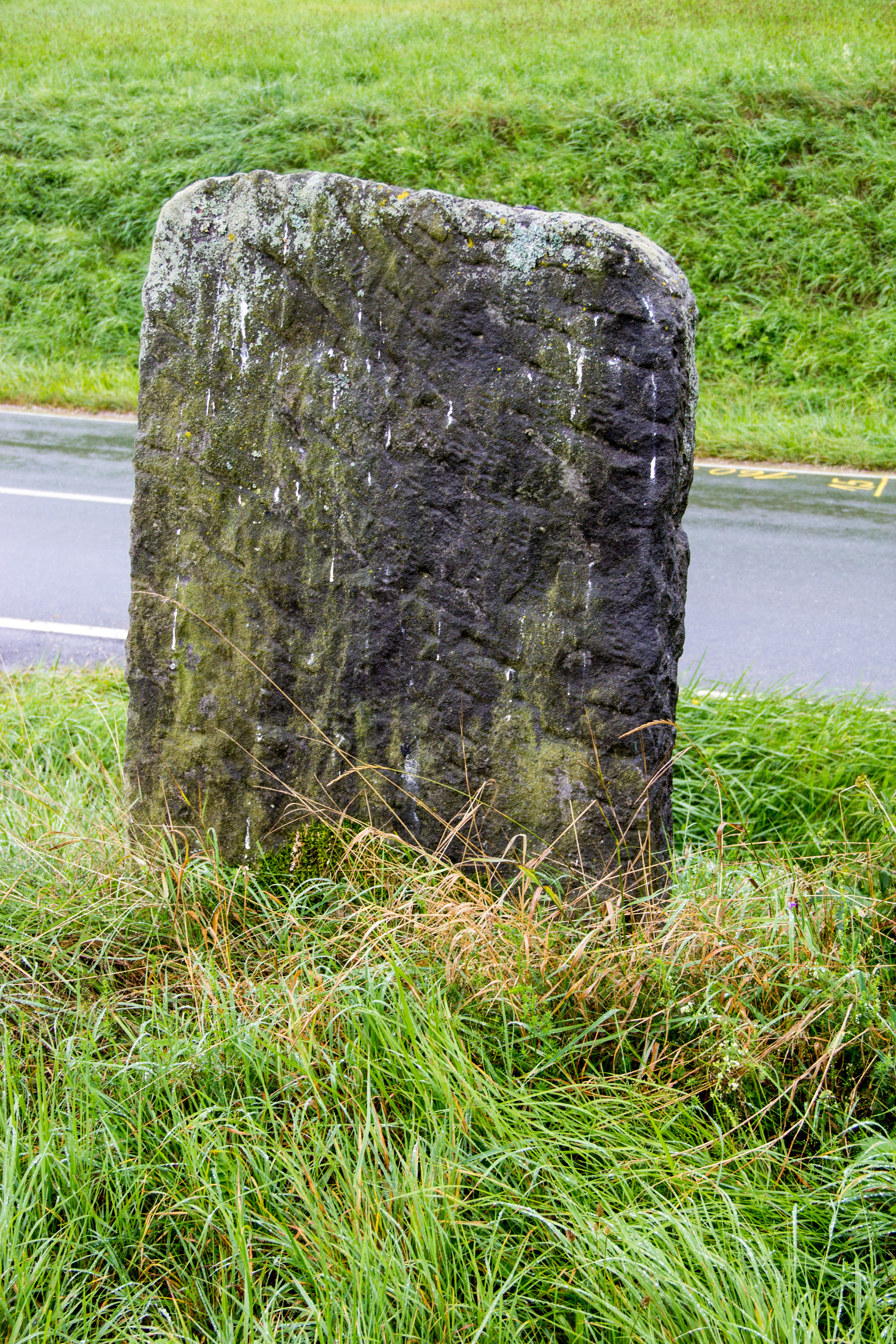
Ansicht von hinten

Im etwa 180 × 80 × 20 cm messenden Kleindenkmal ist ein Malteserkreuz eingemeißelt. Links und rechts des Kreuzstammes befinden sich Darstellungen von Pflug und Sech. Es handelt sich hierbei um ein neuzeitliches Replikat mit Bearbeitungsspuren, das kaum Verwitterungsspuren aufweist. Der ursprünglich aus dem 15. oder 16. Jahrhundert stammende Kreuzstein war stark verwittert und wurde mit Eisenklammern zusammengehalten. Er wurde beim Straßenbau 1975/1976 ersetzt und vom Bayerischen Landesamt für Denkmalpflege als Baudenkmal gestrichen (D-5-74-120-23).

## Sage
Der Kreuzstein mit Pflug und Sech steht für einen Knecht, der hier von seinem Herrn zu Tode geschleift worden sein soll. Einer glaubhafteren anderen Sage nach und wegen der abgebildeten Ackergeräte soll hier ein Bauer gestürzt und von seinem eigenen Fuhrwerk erdrückt worden sein. Auch soll er als Totenstein genutzt worden sein. Leichen aus Peuerling wurden auf den Engelthaler Friedhof verbracht. Der Sarg wurde dabei auf einen Leiterwagen gestellt, und unter dem Sarg lagen dicke Strohbündel, das sogenannte Totenstroh. Auf der Rückfahrt vom Friedhof durfte sich der Kutscher nicht mehr umsehen und musste sehr schnell fahren, damit das ganze Stroh durch das Holpern verloren ginge. Funktionierte das nicht, musste er hier anhalten und die Strohbündel ablegen. Würde der Fuhrmann das Stroh wieder zurückbringen, würde der Sage nach im gleichen Jahr noch jemand sterben. Käme das Stroh unter das Vieh, würden Seuchen ausbrechen. Der Brauch dieser Totenbannung sagt, dass der Tote wiederkehrt, solange er sein eigenes Totenstroh sieht. Der Brauch des Totenstrohs war in der Altdorfer und Hersbrucker Gegend noch bis in das 20. Jahrhundert gebräuchlich.